# 2020년 하계 올림픽 바누아투 선수단
2020년 하계 올림픽 바누아투 선수단은 2021년 일본 도쿄에서 열린 2020년 하계 올림픽에 참가한 올림픽 바누아투 선수단이다. 총 3개 종목에서 3명의 선수가 참가했다. 바누아투는 1988년 하계 올림픽에서 처음으로 올림픽에 참가한 이후 2020년 하계 올림픽에서는 9번째로 연속해서 참가하는 국가가 된다.

## 출전 선수
아래 목록은 하계 올림픽에 참가한 바누아투 선수들의 수이다.
| 종목 | 남자 | 여자 | 총합 |
| ---- | ---- | ---- | ---- |
| 유도 | 1    | 0    | 1    |
| 조정 | 1    | 0    | 1    |
| 탁구 | 1    | 0    | 1    |
| 총합 | 3    | 0    | 3    |

## 출전 종목

### 유도
바누아투는 국제 유도 연맹(IJF)의 올림픽 세계 개인 순위 기록에 근거하여 남성 유도선수 한명이 본선에 진출하는 데 성공하였다. 본선 선출권에 따라 본선 경기에서는 64강전은 자동 진출하였다.
| 출전 선수 | 부문      | 64강전      | 32강전                             | 16강전        | 준준결승      | 준결승        | 패자부활전    | 결선 / BM     | 결선 / BM     |               |
| 출전 선수 | 부문      | 상대방 결과 | 상대방 결과                        | 상대방 결과   | 상대방 결과   | 상대방 결과   | 상대방 결과   | 상대방 결과   | 순위          |               |
| --------- | --------- | ----------- | ---------------------------------- | ------------- | ------------- | ------------- | ------------- | ------------- | ------------- | ------------- |
| 후고 쿰보 | 남자 81kg | Bye         | 샤로피딘 볼타보에프 (UZB) · L00–10 | 진출하지 못함 | 진출하지 못함 | 진출하지 못함 | 진출하지 못함 | 진출하지 못함 | 진출하지 못함 | 진출하지 못함 |

### 조정
바누아투는 제3자 초청권을 통해 남자 싱글스컬 부문에서 1척을 본선에 출전시킬 수 있는 출전권을 획득하였다. 패자부활전에서 4위 안에 들어 8강을 치르지 않고 바로 4강전으로 진출하였다.
| 출전 선수 | 종목          | 예선    | 예선 | 패자부활전 | 패자부활전 | 8강  | 8강  | 4강     | 4강  | 결선    | 결선 |
| 출전 선수 | 종목          | 시간    | 순위 | 시간       | 순위       | 시간 | 순위 | 시간    | 순위 | 시간    | 순위 |
| --------- | ------------- | ------- | ---- | ---------- | ---------- | ---- | ---- | ------- | ---- | ------- | ---- |
| 리오 리   | 남자 싱글스컬 | 8:00.98 | 6 R  | 8:17.00    | 3 SE/F     | Bye  | Bye  | 8:19.99 | 3 FF | 7:49.82 | 30   |

### 탁구
바누아투는 탁구 종목에서 선수 1명을 올림픽 본선에 출전시킬 수 있는 초청권을 얻었다. 2021년 오세아니아 올림픽 탁구 예선전이 취소되면서 세계 랭킹 순위에 따라 본선 진출권이 확정되었고 이에 따라 바누아투 국적의 요수아 싱 선수가 탁구 본선에 진출하였다. 본선 진출권에 따라 본선 진출전 경기를 통과하고 자동으로 본선 1차전에 출전하였다.
성적
| 출전 선수 | 부문      | 예선        | 1차전                             | 2차전         | 3차전         | 16강전        | 준준결승      | 준결승        | 결선 / BM     | 결선 / BM     |
| 출전 선수 | 부문      | 상대방 결과 | 상대방 결과                       | 상대방 결과   | 상대방 결과   | 상대방 결과   | 상대방 결과   | 상대방 결과   | 상대방 결과   | 순위          |
| --------- | --------- | ----------- | --------------------------------- | ------------- | ------------- | ------------- | ------------- | ------------- | ------------- | ------------- |
| 요수아 싱 | 남자 단식 | Bye         | 오라시오 시푸엔테스 (ARG) · L 0–4 | 진출하지 못함 | 진출하지 못함 | 진출하지 못함 | 진출하지 못함 | 진출하지 못함 | 진출하지 못함 | 진출하지 못함 |